# Love in a Wood
Love in a Wood er en britisk stumfilm fra 1915 af Maurice Elvey.

## Medvirkende
- Gerald Ames som Orlando.
- Vera Cunningham som Celia.
- Kenelm Foss som Oliver.
- Cyril Percival.
- Elisabeth Risdon som Rosiland.